# État islamique au Yémen

Carte de la situation actuelle de la guerre civile du Yémen.
Territoire contrôlé par les loyalistes.
Territoire contrôlé par les Houthis.
Territoire contrôlé par les djihadistes d'AQPA et de l'EI au Yémen.
Territoire contrôlé par le Conseil de transition du Sud.

L’État islamique au Yémen (arabe : الدولة الإسلامية في العراق والشام - ولاية خراسان) constitue l'une des branches de cette organisation armée terroriste islamiste, d'idéologie salafiste djihadiste et originellement formée en Irak et en Syrie.
Au Yémen, le groupe revendique huit « provinces », branches locales, en activité dans dix provinces du Yémen :
- Province de Sanaa (Wilayat Sana'a)
- Province de Chabwa (Wilayat Chabwa) sur laquelle le groupe a exercé un contrôle territorial limité entre le 7 décembre 2015 et le 11 juin 2018 ;
- Province de Lahj (Wilayat Lahij) ;
- Province d'al-Bayda (Wilayat al Bayda) sur laquelle le groupe exerce un contrôle territorial limité depuis le 17 juillet 2017 ;
- Province du Hadramaout (Wilayat Hadramawt) ;
- Province d'Aden-Abyan (Wilayat Aden) sur laquelle le groupe exerce un contrôle territorial limité depuis le 29 décembre 2015 ;
- Province de la Brigade verte (gouvernorats d'Ibb et de Ta'izz) ;
- Province d'Ataq (Wilayat Ataq).

## Historique
Ansar Dawlat al-islammiyya, au Yémen, se rallie à l'EI le 3 septembre 2014,.
Le 28 avril 2018, l'« émir » de Daech dans la région d'Aden, Saleh Nasser Fadhl al-Bakchi (surnommés le « Prince » par ses hommes), responsable des morts de centaines de personnes est tué au cours d'une fusillade par les forces de sécurité yéménite.

## Actions

### Actes terroristes
Le 20 mars 2015, le groupe terroriste revendique des attentats suicides contre des mosquées chiites à Sanaa, lors de la guerre civile yéménite et faisant 142 morts. Ceux-ci seront suivis par plusieurs attentats de ce genre, notamment en septembre 2015, lors de l'Aïd al-Adha, fête musulmane, qui a eu lieu le 24 de ce même mois, qui font 25 morts.
Le 6 octobre 2015, le groupe attaque le siège du gouvernement à Aden, ainsi que des centres de commandement de la coalition saoudienne, à l'aide de kamikazes. Le bilan est de 15 morts dont 4 soldats.
Le 20 novembre 2015, le groupe perpètre un attentat contre l'armée yéménite au Hadramaout, faisant 50 morts. Les terroristes perdent de leur côté 19 hommes après la riposte des loyalistes.
Le 6 décembre 2015, le groupe terroriste revendique l'assassinat du gouverneur d'Aden, le général Jaafar Mohammed Saad, et de six de ses gardes, lors d'un attentat à la voiture piégée. La veille, les terroristes avaient assassiné un juge antiterroriste.
Courant décembre 2015, le groupe terroriste a aussi fermé une université à Aden car mixte.
Les 28 et 29 janvier 2016, le groupe revendique une série d'attentats suicide et à la voiture piégée près du palais présidentiel al-Maachiq, à Aden.
Le 15 mai 2016, Daech a revendiqué la responsabilité d’un attentat-suicide qui a tué au moins 47 policiers (dont 41 recrues) dans la ville d'Al Moukalla, au sud du Yémen. AQPA avait été expulsé de la ville quelques semaines plus tôt par la coalition dirigée par l'Arabie saoudite.
Le 29 août 2016, le groupe revendique un attentat à Aden.

### Contrôle territorial
Début janvier 2016, le groupe prend le contrôle de la ville de Lawdar (en), près d'Aden.

## Communication

### Accusations de trucage
En février 2016, AQPA accuse le groupe de truquer ses vidéos de propagande, en utilisant du soda rouge à la place du sang de ses prétendues victimes, qui sont en réalité des membres de l'organisation jouant le rôle de combattants houthis.